# Томмазо Ландольфі
Томмазо Ландольфі (італ. Tommaso Landolfi, 1908—1979) — італійський письменник і перекладач.

## Біографія
Походить із аристократичної сім'ї, у дворічному віці втратив матір. Навчався в Римі та Флоренції, захищав диплом по творчості Ахматової (1932). Як письменник дебютував у 1929 році. Публікувався в журналах Флоренції та Риму. За протидію фашистському режиму провів місяць у в'язниці (1943). Після війни активно публікувався, хоча не належав до загальноприйнятих напрямків епохи (реалістичним і «лівим»), залишаючись у стороні як пристрасний гравець і романтичний денді в житті, гротескний фантаст і бароковий стиліст, винахідливий словотворець у літературі. Перекладав російську, французьку та німецьку творчість — як прозу, так і вірші (Пушкін, Лермонтов, Гоголь, Достоєвський, Тютчев, Тургенєв , Достоєвський, Лєсков, Чехов, Бунін, Нодьє, Меріме, брати Грімм, Гофман, Гофмансталь, Кафка). Розвивав близьку до сюрреалізму гротескно-фантастичну лінію в італійській прозі (Савініо, Буццаті).

## Творчість

### Твори короткої форми
- Діалог про найголовніші системи  (італ. Diálogo dei massimi sistemi) (1937)
- II mar delle blatte e altre storie  (1939)
- La spada  (1942)
- Il principe infelice  (1943)
- Старі діви  (італ. Le due zittelle) (1945)
- Cancroregina  (1950)
- Ombre  (1954)
- La raganella d'oro  (1954)
- Ottavio di Saint-Vincent  (1958)
- In società  (1962)
- Tre racconti  (1964)
- Неможливі розповіді  (італ. Racconti impossibili) (1966) — збірник гротескно-фантастичних новел
- Sei racconti  (1967)
- Le labrene  (1974)
- A caso  (1975)

### Романи
- La pietra lunare. Scene della vita di provincia  (1939)
- Осіння історія  (італ. Racconto d'autunno) (1947)
- Любов нашого часу  (італ. Un amore del nostro tempo) (1965)

### Вірші
- Landolfo VI di Benevento  (1959, драматична поема).
- Breve canzoniere  (1971)
- Viola di morte  (1972)
- Il tradimento  (1977)

### Щоденники
- La bière du pecheur  (1953)
- Rien va  (1963)
- Des mois  (1967)

### Інші твори
- Mezzacoda  (1958)
- Se non la realtà  (1960, статті з періодики).
- Scene dalla vita di Cagliostro  (1963, сценарій телефільму).
- Un paniere di chiocciole  (1968, статті з періодики).
- Le nuove filastrocche  (1968)
- Фауст-67  (італ. Faust '67) (1969, п'єса)
- Gogol a Roma  (1971, есе)
- Del meno  (1978)